# Family Circle Cup 1973
Il Family Circle Cup 1973 è stato un torneo di tennis giocato sulla terra verde. È stata la 1ª edizione del Family Circle Cup, che fa parte del Virginia Slims Circuit 1973. Si è giocato ad Hilton Head negli Stati Uniti dal 30 aprile al 6 maggio 1973.

## Campionesse

### Singolare
Rosemary Casals ha battuto in finale  Nancy Richey Gunter con il punteggio di 3–6, 6–1, 7–5

### Doppio
Françoise Dürr /  Betty Stöve hanno battuto in finale  Rosemary Casals /  Billie Jean King con il punteggio di 3–6, 6–4, 6–2